# Roger Penske
Roger Searle Penske (Shaker Heights, 20 febbraio 1937) è un imprenditore ed ex pilota automobilistico statunitense, proprietario del team automobilistico Penske e della Penske Corporation.

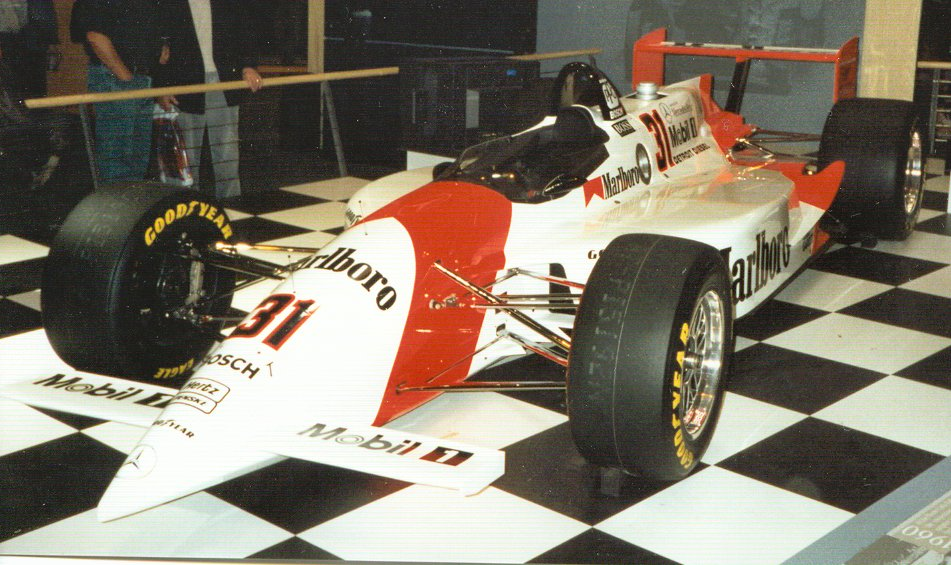
La Penske PC-23, vittoriosa con Al Unser Jr. alla 500 Miglia di Indianapolis 1994

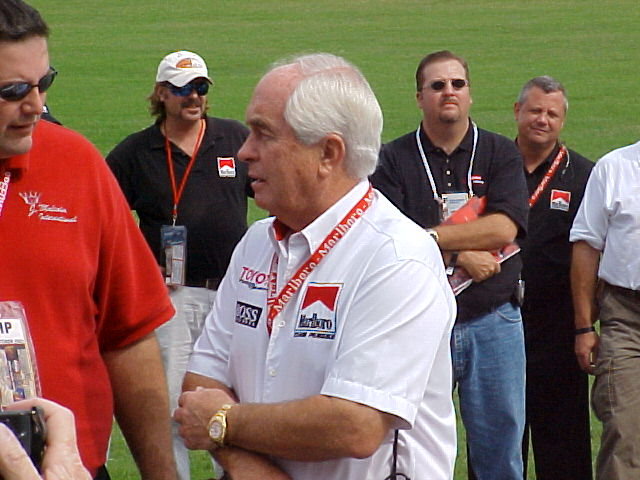
Penske nel 2005.

È uno dei costruttori più vincenti nella 500 Miglia di Indianapolis, con 19 successi. Come pilota ha ottenuti diversi successi negli anni cinquanta, e nel 1961 è stato eletto pilota dell'anno dello Sports Car Club of America. Dopo il ritiro dalle corse, avvenuto quattro anni più tardi, ha fondato uno dei team più vittoriosi della IndyCar Series e del campionato NASCAR. È conosciuto con il soprannome "Il capitano" (The Captain).
Si è laureato nel 1959 alla Lehigh University in Pennsylvania, dove era membro della confraternita Phi Gamma Delta. È uno dei dirigenti aziendali della General Electric ed è stato presidente del Super Bowl XL a Detroit. È stato alla guida di The Home Depot e di Delphi Automotive prima di passare ad occuparsi del Super Bowl. Il 6 gennaio 2020 viene ufficializzato l'acquisto del Circuito di Indianapolis e dell'IndyCar Series da parte dell'imprenditore. La rivista Forbes ha stimato il suo patrimonio netto in 1,6 miliardi di dollari.

## Biografia
Il padre Jay era dirigente aziendale di una società impegnata nella produzione di metalli ed ha incoraggiato il figlio a divenire imprenditore. Da ragazzo comprava vecchie macchine, le riparava e le rivendeva; in 10 anni ha venduto circa 32 vetture.

## La carriera da pilota
Ha fatto il suo esordio sul tracciato del Marlboro Motor Raceway di Upper Marlboro.
Ha disputato due gran premi di Formula Uno, ed ha vinto una corsa della NASCAR nel 1963; non ha mai disputato una 500 Miglia di Indianapolis: gli fu offerto un posto test da rookie, ma rifiutò.
Acquistò fama che gli permise di essere eletto pilota dell'anno SCCA; nel 1965 si ritirò, concentrandosi sulla sua prima concessionaria Chevrolet a Filadelfia.

## La carriera da costruttore
Ha fondato il suo team, la Penske, nel 1965 e nel 1969 la squadra ha esordito alla 500 Miglia di Indianapolis, ottenendone la prima vittoria nel 1972 con Mark Donohue; nel 1973 vinse la prima gara del campionato NASCAR. Dal 1977 ha smesso di occuparsi di quel che riguardava la Formula Uno in Europa. Nel 1982, è diventato presidente della Penske Truck Leasing.
La squadra partecipa oggi al campionato NASCAR e alla IndyCar Series. Precedentemente aveva preso parte al Campionato CART. Nel 2008, dopo molti tentativi, il team è riuscito ad ottenere la vittoria nella Daytona 500 con Ryan Newman.
Nel 2005, la Porsche volle ritornare a partecipare alle competizioni motoristiche degli Stati Uniti e scelse la Penske per prendere parte alla classe LMP2 dell'American Le Mans Series. Il team Penske-Porsche vinse immediatamente nel 2006, ripetendosi negli anni successivi; ottenne la vittoria della Petit Le Mans e, nel 2008, ha vinto la 12 Ore di Sebring.
Nel 2009 smise di prendere parte all'American Le Mans Series, gareggiando nel Grand-Am Rolex Sports Car Series per l'intera stagione.

## Risultati in Formula 1
| 1961 | Scuderia         | Vettura    |  |  |  |  |  |  |  |   |  |  |  | Punti | Pos. |
| ---- | ---------------- | ---------- |  |  |  |  |  |  |  | - |  |  |  | ----- | ---- |
| 1961 | John M Wyatt III | Cooper T53 |  |  |  |  |  |  |  | 8 |  |  |  | –     |      |

| 1962 | Scuderia          | Vettura  |  |  |  |  |  |  |  |   |  |  |  | Punti | Pos. |
| ---- | ----------------- | -------- |  |  |  |  |  |  |  | - |  |  |  | ----- | ---- |
| 1962 | Dupont Team Zerex | Lotus 24 |  |  |  |  |  |  |  | 9 |  |  |  | -     |      |

| Legenda | 1º posto     | 2º posto | 3º posto    | A punti         | Senza punti/Non class.  | Grassetto – Pole position Corsivo – Giro più veloce |
| Legenda | Squalificato | Ritirato | Non partito | Non qualificato | Solo prove/Terzo pilota | Grassetto – Pole position Corsivo – Giro più veloce |

## Riconoscimenti sportivi
- Nel 1995 è stato inserito nella Motorsports Hall of Fame of America
- Nel 1998 è stato inserito nella International Motorsports Hall of Fame[6]
- Nel 2002 è stato inserito nella Indianapolis Motor Speedway Hall of Fame
- Nel 2015 è stato inserito nella Automotive Hall of Fame[7][8]
- Nel 2016 è stato inserito nella Sports Car Club of America (SCCA) Hall of Fame
- Nel 2019 è stato inserito nella NASCAR Hall of Fame[9]